# Twardzioszek czosnaczek

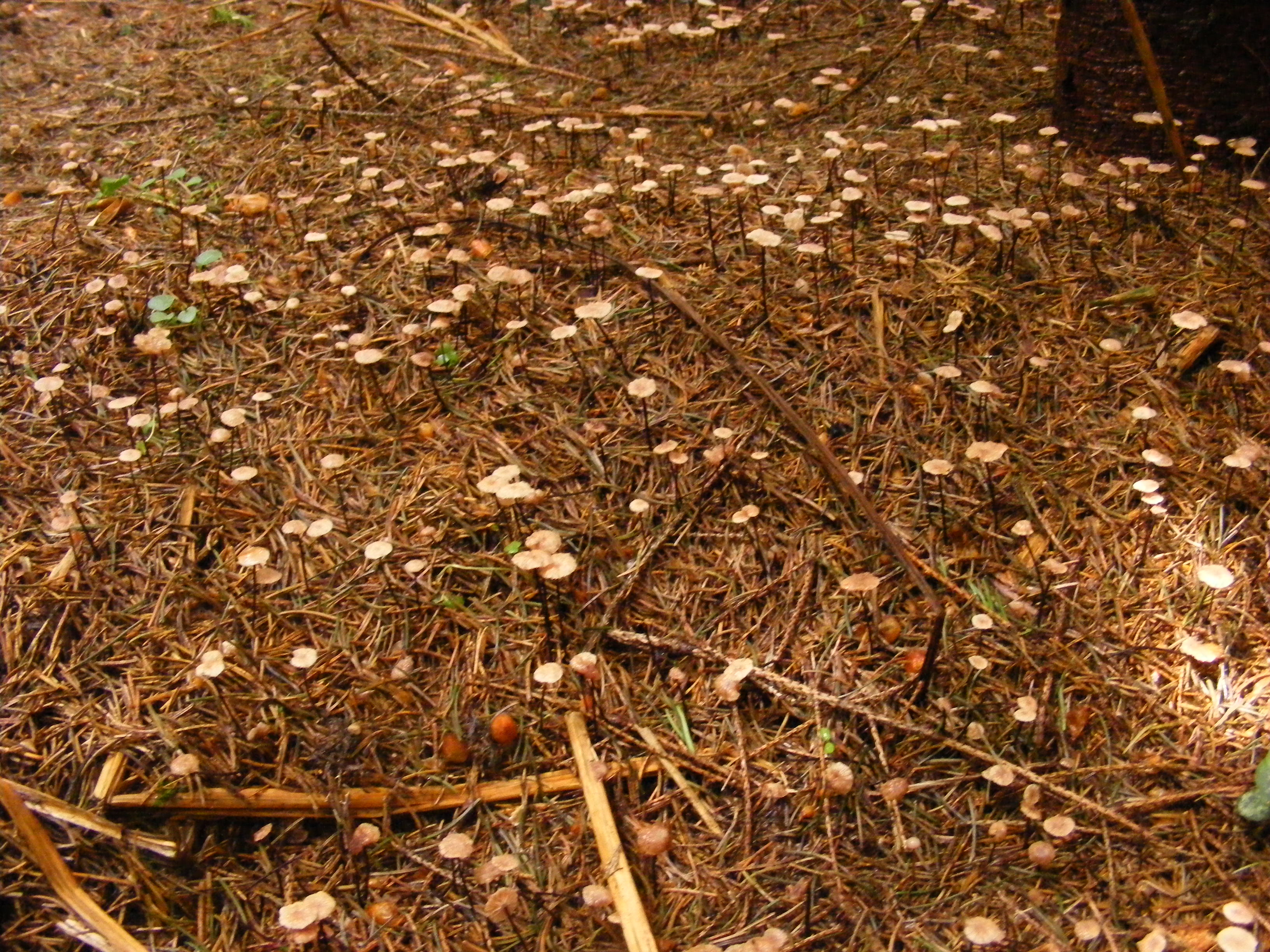
Występuje masowo

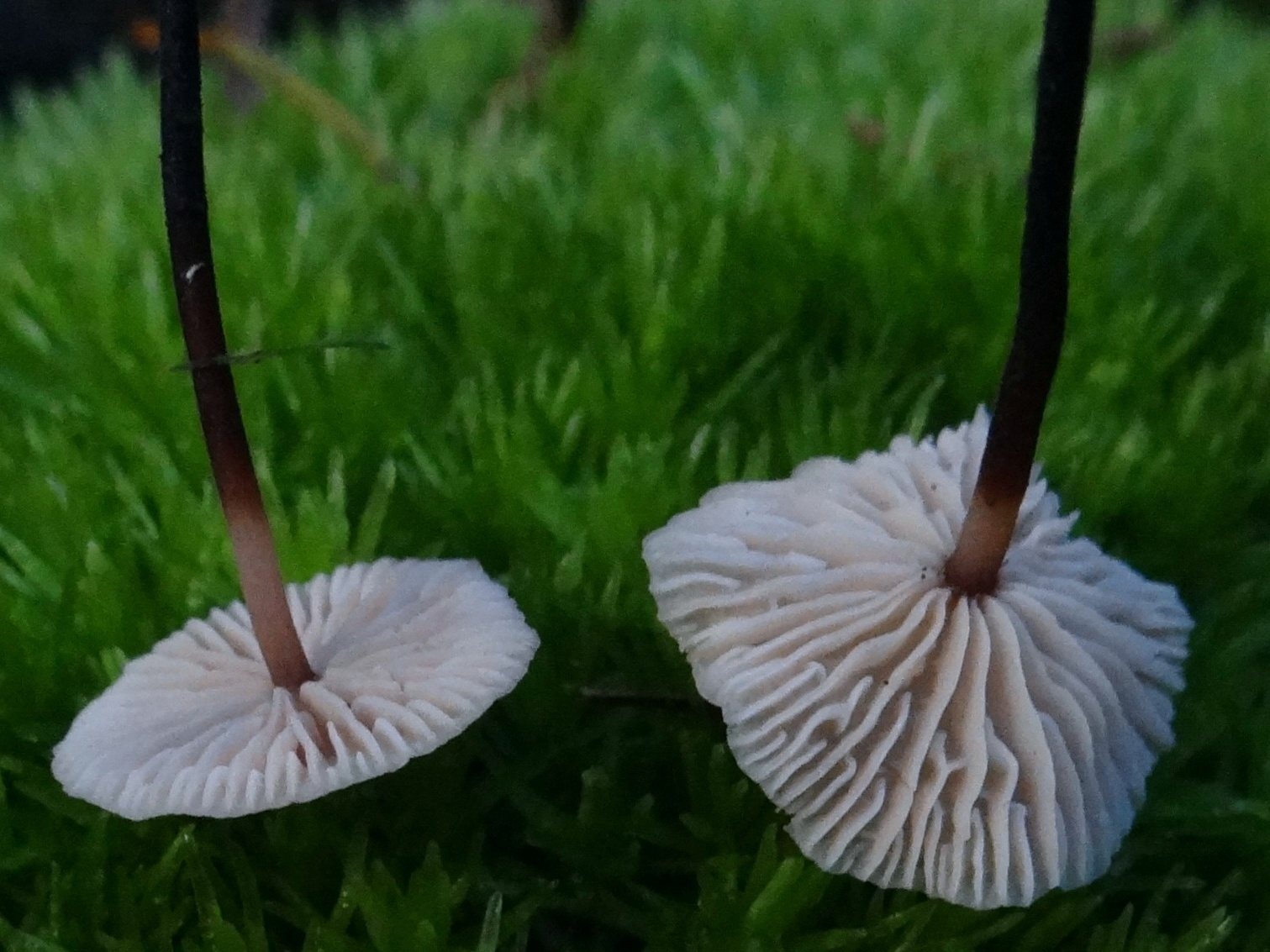
Blaszki z anastomozami

Twardzioszek czosnaczek (Mycetinis scorodonius (Fr.) A.W. Wilson) – gatunek grzybów należący do rodziny Omphalotaceae.

## Systematyka i nazewnictwo
Pozycja w klasyfikacji według Index Fungorum: Mycetinis, Omphalotaceae, Agaricales, Agaricomycetidae, Agaricomycetes, Agaricomycotina, Basidiomycota, Fungi.
Takson ten po raz pierwszy został opisany w 1836 r. przez Eliasa Friesa jako Marasmius scorodonius (gatunek twardzioszka), w 2005 r. A.W. Wilson przeniósł go do rodzaju Mycetinis.
Synonimy naukowe:
- Agaricus scorodonius Fr. 1815
- Chamaeceras scorodenius (Fr.) Kuntze 1898
- Gymnopus scorodonius (Fr.) J.L. Mata & R.H. Petersen 2004
- Marasmius scorodonius (Fr.) Fr. 1836 var. scorodonius
- Marasmius scorodonius (Fr.) Fr. 1836
- Marasmius scorodonius var. virgultorum Malençon & Bertault 1975
- Mycetinis scorodonius (Fr.) A.W. Wilson & Desjardin 2005 var. scorodonius
- Mycetinis scorodonius var. virgultorum (Malençon & Bertault) Antonín & Noordel. 2008

Nazwę polską podał Józef Jundziłł w 1830 r. W polskim piśmiennictwie mykologicznym gatunek ten opisywany był też jako bedłka czosnkowa, bedłka czosnaczkowata, czosnaczka. Po przeniesieniu do rodzaju Mycetinis wszystkie polskie nazwy stały się niespójne z nazwą naukową.

## Morfologia
Kapelusz
Średnica 1–3 cm, u młodych okazów kształt półkulisty do wypukłego, ale szybko ulega spłaszczeniu, czasami zapada się na środku. Jest cienki, elastyczny, nieregularnie powyginany. Powierzchnia matowa, sucha, w kolorze jasnobrązowym, ale blednie do koloru jasnoochrowego.
Blaszki
Dość rzadkie, białawe, czasami o różowawym odcieniu, wąsko przyrośnięte. U podstawy czasami połączone są anastomozami.
Trzon
Wysokość 2–6 cm, grubość 0,1–0,2 cm, nitkowaty, nagi, łykowaty i połyskujący. Ma kolor czerwonobrązowy, w dolnej części czerniejący.
Miąższ
Cienki, białawy, łykowaty. Ma smak i woń czosnku, także po wyschnięciu.
Wysyp zarodników
Biały, Zarodniki lancetowate, gładkie, o rozmiarach 8–9 × 4–5 μm.

## Występowanie i siedlisko
Występuje w Ameryce Północnej, Europie i Azji. W Polsce jest pospolity.
Rośnie na szczątkach roślinnych w lasach iglastych i liściastych. Owocniki wytwarza od czerwca do listopada, gromadnie. Najczęściej rośnie na igliwiu. Jest pospolity, często tworzy tzw. "czarcie kręgi".

## Znaczenie
Saprotrof. Grzyb jadalny. Pomimo małych rozmiarów ma znaczenie i w niektórych krajach jest grzybem cenionym, ze względu na swój zapach i aromat, którego nie traci po ususzeniu. We Francji jest dużo droższy od kurek i wielu innych grzybów. W kuchni francuskiej używany jest do przyprawiania mięs.

## Gatunki podobne
Podobny jest twardzioszek czosnkowy (Mycetinis alliaceus), większy i rosnący na drewnie bukowym. Ten gatunek jednak jest mniej ceniony jako grzyb przyprawowy.